# Kem nền

Kem nền của nhiều nhãn hiệu NARS, Bobbi Brown, L'oreal, Chanel, MAC

Kem nền hiệu NARS

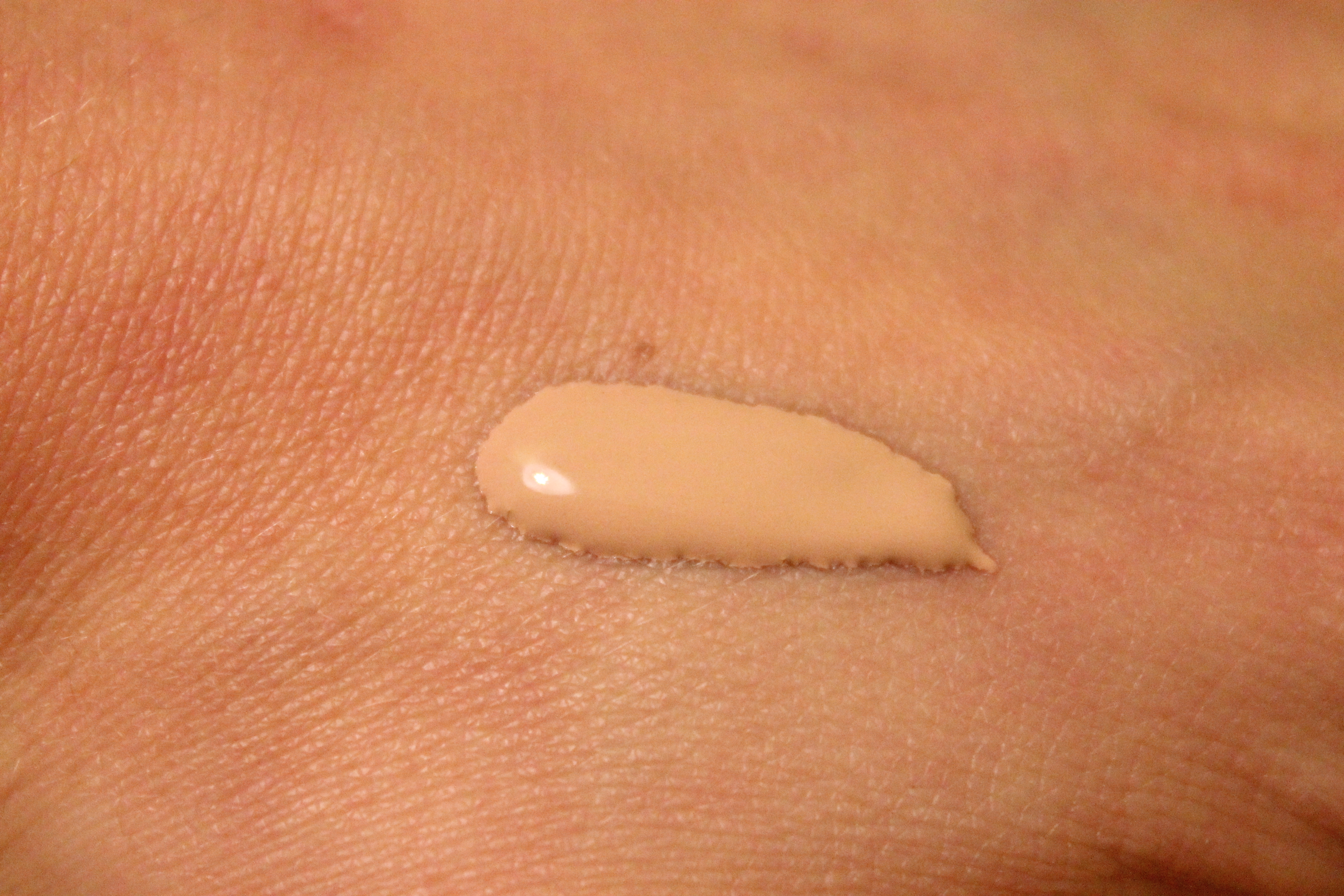
Kem nền dày, không hòa lẫn trên da

Kem nền hay phấn nền là mỹ phẩm trang điểm có màu sắc trùng với da được thoa trên khuôn mặt để tạo nên một màu đồng nhất cho da, để che khuyết điểm và đôi khi thay đổi tông màu da tự nhiên. Một số kem nền cũng có chức năng như là kem dưỡng ẩm, kem chống nắng, chất se khít hoặc lớp nền cho những mỹ phẩm phức tạp hơn. Kem nền thoa lên cho cơ thể thường được gọi là "body painting".

## Lịch sử
Sử dụng mỹ phẩm để trang điểm da có từ tận thời cổ đại. "Vẽ khuôn mặt" được đề cập trong kinh Cựu Ước (Ezekiel 23:40). Người Ai Cập cổ đại đã sử dụng kem nền. Vào năm 200 TCN, phụ nữ Hy Lạp cổ sử dụng bột chì trắng và đá phấn để làm sáng da. Nó được xem như mốt thời trang cho phụ nữ Hy Lạp có làn da nhợt nhạt. Phụ nữ La Mã cũng ưa thích làn da nhợt nhạt. Người Lã Mã thượng lưu ưa thích hỗn hợp nhão chì trắng, có thể dẫn đến sự biến dạng và tử vong. Đàn ông trang điểm để làm sáng tông màu da của họ. Họ sử dụng bột chì trắng, đá phấn và kem để làm sáng tông màu da của họ. Kem được chế biến từ mỡ động vật, tinh bột và oxit thiếc. Mỡ được tạo ra từ xác động vật và nung nóng để loại bỏ màu. Oxit thiếc được làm từ kim loại thiếc nóng trong không khí thoáng. Mỡ động vật cung cấp kết cấu mịn, trong khi oxit thiếc cung cấp màu cho kem.
Trong suốt thời Trung Cổ ở châu Âu, thời trang dành cho phụ nữ có làn da nhợt nhạt, nhờ vào kết hợp làn da rám nắng với công việc ngoài trời và do đó là sự kết hợp của làn da nhợt nhạt với sự sung túc. Vào thế kỷ thứ 6, phụ nữ thường tự chảy máu để có được làn da nhợt nhạt. 
Trong thời Phục hưng Italia, nhiều phụ nữ đã sử dụng sơn chì hòa tan vào nước thoa lên khuôn mặt. Trong suốt thế kỷ 17 và thời kỳ Elizabeth, phụ nữ dùng chì cacbonnat, một hỗn hợp gây chết người của giấm và chì trắng. Họ cũng dùng lòng trắng trứng thoa lên mặt để tạo nên làn da sáng bóng. Nhiều đàn ông và phụ nữ đã chết vì trang điểm chì.
Trong thế kỷ 18, Louis XV đã tạo nên mốt thời trang cho nam giới bằng trang điểm chì. Các diễn viên sân khấu thoa nền da trắng đậm.
Vào cuối thế kỳ 18 và đầu thế kỷ 19, phụ nữ thời kỳ Victoria trang điểm ít hoặc không có. Victoria của Anh ghê tởm trang điểm mỹ phẩm và cho rằng nó chỉ thích hợp với gái mại dâm và phụ nữ phóng đãng. Chỉ chấp nhận cho giới diễn viên trang điểm. Vào cuối thế kỷ 19, phụ nữ thoa hỗn hợp tẩy trắng làm từ oxit kẽm, thủy ngân, chì, bạc nitrat và axit. Một số phụ nữ ở ngoài ánh mặt trời, ăn đá phấn và uống iod để đạt được độ trắng.
Vào thời kỳ Edward, phụ nữ để lớp da nền và không tẩy da của họ nhiều như đã làm trong những thế kỷ trước.
Kem nền hiện đại có thể truy nguyên từ Carl Baudin của nhà hát Leipziger Stadt ở Đức. Ông là nhà phát minh của phấn mỡ hóa trang. Ông muốn che giấu phần giữa tóc giả và trán, vì vậy ông đã phát triển một loại hỗn hợp nhão màu thịt làm bằng kẽm, hoàng thổ và mỡ lợn. Công thức này rất phổ biến với các diễn viên khác, từ đó Baudin đã bắt đầu sản xuất thương mại và như vậy cho ra đời đồ hóa trang sân khấu đầu tiên.
Đây là tiêu chuẩn cho hóa trang sân khấu mãi đến năm 1914, khi họa sĩ trang điểm Max Factor tạo ra phấn mỡ hóa trang linh hoạt phản chiếu hơn dưới ánh sáng trên bộ phim. Mặc dù đồ trang điểm sẽ phát triển mạnh mẽ từ sáng chế của Baudin, nhưng cho đến ngày nay, đồ trang điểm sân khấu không loại bỏ quá xa công thức pha trộn béo và sắc tố ban đầu.

### Pan-Cake
Kem nền thương mại đầu tiên là Pan-Cake của Max Factor. Ban đầu được phát triển để sử dụng trong phim ảnh, nữ diễn viên đã dùng kem nền như thế với kết quả mà Max Factor đã áp đảo với nhu cầu sản phẩm cho sử dụng cá nhân. Bước đột phá trong công thức của ông là "chất nền và bột màu trong một"; theo truyền thống, một diễn viên đã trang điểm với mỹ phẩm chất nền dầu/chất mềm da, sau đó dùng phấn để giảm độ phản chiếu và đảm bảo rằng nó sẽ không phai mờ. Pan-Cake dùng phấn talc thay vì dầu hoặc sáp làm chất nền và thoa trực tiếp vào da với miếng bọt biển ướt, nó đã cung cấp đủ độ phủ (có thể thành lớp mà không bị bong da) để loại bỏ nhu cầu về kem nền dưới mặt nạ. Điều này đáng kể được xem như nhẹ cân và trông tự nhiên hơn trên da so với phương pháp tiêu chuẩn, do đó người dân háo hức thoa kem nền ở nơi công cộng. Mặc dù kem nền trang điểm được sử dụng rộng rãi và sử dụng trong ngành công nghiệp điện ảnh nhưng sử dụng mỹ phẩm nói chung vẫn có phần tai tiếng và không ai cố tạo kem nền thị trường (mặc dù son môi, phấn má hồng và sơn móng sử dụng phổ biến hàng ngày) như món hàng mỗi ngày. Nhân tố có cấp bằng sáng chế sản phẩm vào năm 1937, mặc dù bất ổn kinh tế của thời đại, Pan-Cake đã trở thành một trong những lần phát hành mỹ phẩm thành công nhất mọi thời đại. Đến năm 1940, người ta ước tính một trong ba phụ nữ Bắc Mỹ sở hữu và thoa Pan-Cake. Tính đến tháng 2 năm 2009, Procter and Gamble, chủ sở hữu hiện tại của thương hiệu, đã xác nhận rằng công thức Factor được phát triển và sử dụng vẫn đang được bán ngày nay.